# Estadi Municipal de Manlleu
L'Estadi Municipal de Manlleu és un camp de futbol de Manlleu, Osona, inaugurat el 1940 amb el nom d'«Entre Rius» per la seva ubicació geogràfica. De titularitat municipal a partir del 1960, és la seu del club AEC Manlleu i també on hi disputa el seus partits de futbol. Actualment, té una capacitat per a 4.000 espectadors.

## Història
L'any 1940 es va inaugurar aquest terreny com a camp de terra amb la denominació de camp "Entre Rius" a causa de la seva situació geogràfica. Entre els anys 1957 i 1960, es portaren a terme les gestions necessàries perquè el camp de futbol es municipalitzés, i el dia 11 de juliol de 1960 s'aprovà el conveni entre l'AEC Manlleu i l'Ajuntament de la vila. El camp ja era municipal.
L'any 1965, i coincidint amb l'ascens del AEC Manlleu a la Tercera Divisió, van començar les obres de les grades, amb un pressupost de 125.000 de les antigues pessetes, i al cap d'un any, aquestes grades es van transformar en una tribuna coberta, amb un altre pressupost de 100.000 pessetes. Les obres, van ser pagades amb donatius d'indústries de Manlleu i també per part dels socis de l'entitat.
Durant la temporada 1984 - 1985, es portaren a terme diverses obres de remodelació de l'estadi, com la col·locació de la gespa natural i les butaques de plàstic a la tribuna. També va ser en aquesta temporada, que s'inaugurà el nou camp de terra situat darrere la tribuna, en un partit entre el Manlleu i el Pradenc.
Durant la temporada 1986 - 1987, s'inaugurà l'enllumenat elèctric, en un partit de Festa Major, on competiren l'AEC Manlleu, el Lleida i l'Almeria.
Durant la temporada 1988 - 1989, es va inaugurar la nova coberta metàl·lica de la tribuna amb motiu també del partit de Festa Major.
A l'inici de la temporada 2004 - 2005, es produeix una remodelació molt important. L'AEC Manlleu va estrenar el nou camp de gespa artificial, fet que suposa que tots els equips de futbol base i per descomptat, el primer equip de l'entitat, puguin jugar els seus partits en aquest camp.